# سیده زینب (قاهره)
سیده زینب (به عربی: السيدة زينب) نام شهر و شهرستانی در استان قاهره مصر است. مسجد سیده زینب (قاهره) در همین منطقه شهر قاهره قرار دارد که زیارتگاه شیعیان و غیرشیعیان است.